# Кушпета Омелян Олександрович
Омеля́н Олекса́ндрович Кушпе́та (22 липня 1924, Гаї Старобрідські, Бродський повіт, Тернопільське воєводство, Польська Республіка — 18 червня 2005, Тілбург, Нідерланди) — нідерландський економіст та радянознавець українського походження. Колишній голова Об'єднання українців у Нідерландах.

## Життєпис
Народився 22 липня 1924 року у селі Гаї Старобрідські на Брідщині (нині село Гаї, Золочівського району, Львівської області).
У 1938 році вступив до Бродівської гімназії, а від 1940 року член ОУН. Навесні 1941 року його заарештувало НКВС. Перед вибухом німецько-радянської війни дев'ять в'язнів Бродівської тюрми організували втечу. Шестеро з них загинули, троє дивом вціліли, серед них Омелян. До приходу німців він переховувався. Згодом переїхав в Дрогобич до двоюрідного брата Миколи Кушпети, де продовжив навчання у Дрогобицькій гімназії.
Після переміщення лінії фронту Омелян виїхав за кордон — спочатку в Австрію, відтак до Нідерландів. У 1956 році в Нідерландах він закінчив Тілбурзький університет. У 1974 році захистив докторську дисертацію та йому було присвоєно Науковий  ступінь доктора економічних наук. Викладав у Тілбурзькому університеті в Нідерландах та у 1979—2004 роках — Вільному українському університеті у Мюнхені (Німеччина). Кошти віддавав на утримання українського університету.
У 1948 році брав участь у створенні Спілки українців у Нідерландах, розгортанні її роботи, реорганізації у Спілку українців Нідерландів, яку тривалий час очолював.
Після проголошення незалежності України Омелян Кушпета приїжджає в Україну, де зустрічається з науковцями, бере участь в економічних симпозіумах. Вдруге приїздить до Києва у червні 1991 року на Всесвітній конгрес українських політв'язнів, а у жовтні 1992 року — на Установчий з'їзд Конгресу українських націоналістів.
За вагомий особистий внесок у піднесення міжнародного авторитету України, зміцнення співробітництва і дружніх зв'язків з історичною Батьківщиною та з нагоди 10-ї річниці незалежності України Омеляна Кушпету у 2001 році було нагороджено орденом «За заслуги» III ступеня.
Помер 18 червня 2005 року у Тілбурзі, Нідерланди. За заповітом похований на Батьківщині у селі Гаї. На могилі свого батька дочка Євгенія сказала: «Ми повертаємо дорогого тата Україні, яку він так любив».